# Сарсеро (кантон)
Сарсеро (исп. Zarcero (Alfaro Ruiz)) — кантон в провинции Алахуэла Коста-Рики.

## География
Находится в средней части провинции. Административный центр — город Сарсеро.

## История
Кантон был создан 21 июня 1915 года. Назван в честь полковника Хуана Альфаро Руиса — героя Национальной кампании 1856 года. 16 июня 2010 года был переименован в Сарсеро.

## Округа
Кантон разделён на 7 округов:
1. Сарсеро
2. Лагуна
3. Тапеско
4. Пальмира
5. Гуадалупе
6. Сапоте
7. Брисас